# 連津站
連津站（韓語：련진역）是朝鮮民主主義人民共和國咸镜北道清津市青岩区域蓮津洞的一個鐵路車站，属于平罗线。

## 邻近车站
平羅線
胜院站 - 連津站 - 沙口站